# Drame au Cabaret Futuriste N°13
Pour plus de détails, voir Fiche technique et Distribution.
Drame au Cabaret Futuriste N°13 (Драма в кабаре футуристов № 13) est un film russe réalisé par Vladimir Kassianov, sorti en 1914,. Le film est considéré comme perdu.

## Fiche technique
- Photographie : Alfons Vinkler